# Temnothorax eburneipes
Temnothorax eburneipes is een mierensoort uit de onderfamilie van de Myrmicinae. De wetenschappelijke naam van de soort werd voor het eerst geldig gepubliceerd in 1927 door William Morton Wheeler.